# Judith Grimes
 (août 2025).
Si vous disposez d'ouvrages ou d'articles de référence ou si vous connaissez des sites web de qualité traitant du thème abordé ici, merci de compléter l'article en donnant les références utiles à sa vérifiabilité et en les liant à la section « Notes et références ».
Judith Grimes est un personnage secondaire puis principal de la série télévisée The Walking Dead. Elle est interprétée par Cailey Fleming et doublée en version française par Claire Baradat. Le personnage est né lors de la saison 3 et est interprété par différents acteurs durant les saisons 3 à 9 avant que Cailey Fleming interprète le personnage depuis l'épisode 5 de la saison 9.

## Biographie fictive

### Saison 2
Lori Grimes découvre dans la saison 2 qu'elle est enceinte entraînant un conflit entre les deux possibles père de l'enfant Rick Grimes et Shane Walsh.

### Saison 3
Le groupe de Rick trouve refuge dans une prison où pendant une invasion de rôdeur, Lori a des contractions, elle, Carl Grimes et Maggie Greene se réfugie dans une pièce où Maggie est forcée de faire une césarienne à Lori pour sauver la vie de Judith sauvant le bébé mais Lori meurt sur le coup et Carl lui tire une balle dans la tête pour éviter qu'elle ne se transforme. Baptisée affectueusement "petite dure à cuire" par Daryl, le groupe se met en quête de fournitures pour la sauver pendant que Rick fait face à une terrible dépression.
Carl la nomme Judith en hommage à son ancienne enseignante, Rick, Carl, Carol et Beth s'occupe majoritairement d'elle pendant la saison. Lors de l'assaut de la prison, Carl, Hershel Greene et Beth Greene assure sa sécurité. Après l'attaque, Judith est ramenée à la prison.

### Saison 4
La prison est frappée par une épidémie et Judith est isolée avec Carl dans un bâtiment. Pendant l'assaut du gouverneur, Judith est sauvée et emmenée par Tyreese, Lizzie et Mika. Le groupe est ensuite rejoint par Carol et se met à la recherche d'autres survivants. Judith est menacée par Lizzie venant de tuer sa propre sœur forçant finalement Carol à abattre l'enfant pour sauver Judith. Le groupe repart ensuite vers le Terminus.

### Saison 5
Judith est toujours sous la protection de Tyresse et Carol qui retrouve la trace de Rick et du reste du groupe. Pendant l'absence de Carol, la vie de Judith est de nouveau menacé par Martin l'un des habitants du Terminus, Tyresse la sauve et Judith retrouve Rick et Carl ainsi que le reste du groupe sauvé par Carol. Le groupe trouve refuge dans une église avant de se séparer, Judith reste à l'église sous la protection de Carl, Michonne et du prêtre Gabriel. 
Comme le reste du groupe, Judith arrive à Alexandria où les habitants sont ravis de l'arrivée d'un bébé.

### Saison 6
Pendant l'attaque d'Alexandria par un groupe de voleurs, Judith reste sous la protection de Carl. Pendant l'invasion de la ville, elle est sauvée par Jesse et reste sous la protection de Gabriel pendant que Rick repousse les rôdeurs.

### Saison 7
Judith est cachée par Rick et Carl pendant la visite d'Alexandria par Negan et son groupe. Negan la trouve et est heureux de voir un enfant. Lors d'une seconde visite de Negan, celui-ci s'occupe de Judith pendant l'absence de Rick.
Rick avouera à Michonne qu'il sait qu'il n'est pas le père biologique de Judith.

### Saison 8
Judith reste à Alexandria sous la protection de Carl et Michonne pendant la guerre. Pendant le bombardement de la ville, elle est conduite dans les égouts avec le reste de la communauté. Carl lui fait ses adieux avant de mourir et lui lègue le chapeau qu'il avait hérité de Rick. Judith est ensuite amené par Daryl, Rosita et Tara à la Colline où elle reste en sécurité jusqu'à la défaite de Negan.

### Saison 9
18 mois après la défaite des sauveurs, Judith âgée de 4 ans est retournée à Alexandria avec Rick et Michonne et passent beaucoup de temps avec eux. Pendant cette période, Judith souhaite voir Maggie qui elle refuse de venir à Alexandria en raison de l'enfermement de Negan. Le jour où Maggie vient, Judith est heureuse mais perd son père Rick le même jour.
8 mois plus tard, Judith et d'autres enfants d'Alexandria sont enlevés par une ancienne amie de Michonne. Judith et les autres sont finalement sauvés par Michonne et Daryl puis ramené à Alexandria. Judith devient la grande sœur de Rick Grimes Jr. Les années suivantes, Judith obtient son propre Katana et hérite du Colt Python de son père. Elle ne comprend pas pourquoi elle ne voit plus Daryl, Carol, Maggie et Ezekiel. Elle raconte souvent les histoires de Rick et Carl à RJ. Judith se rapproche également en cachette de Negan qui lui raconte des histoires sur Carl.
6 ans après la disparition de Rick, Judith désormais âgée de 10 ans sauve un groupe de survivants composé de Magna, Yumiko, Connie, Kelly et Luke et les ramène a Alexandria malgré l'isolationnisme de la ville. Judith n'est pas d'accord avec le choix de Michonne, Negan l'encourage à faire ses propres choix. Judith arrive à convaincre Michonne d'emmener le groupe à la Colline en mentionnant que Rick et Carl l'aurait fait. Quelques jours plus tard, Judith surprend Negan tentant de s'échapper d'Alexandria, elle le laisse partir mais le ramène plus tard en tirant sur sa moto.
Quand Daryl arrive à Alexandria avec Connie, Lydia et Henry, Judith ne comprend pas pourquoi ils ne sont plus aussi uni qu'avant. Elle suit le groupe à leur insu en prenant en compte les conseils de Negan ou elle est finalement sauvée par Michonne qui lui raconte son enlèvement mais Judith n'a jamais oubliée et avoue qu'elle n'avait pas reconnue Michonne au début. Les deux rejoignent le groupe de Daryl et se rendent au Royaume. Judith retrouve Carol et Ezekiel et les reconnait immédiatement en complimentant la nouvelle coiffure de Carol. Judith passe le reste de la journée à profiter de la foire.
Quelques mois plus tard, une tempête de neige frappe Alexandria, Judith s'occupe de RJ et du chien de Daryl et réprimande Negan sur son langage  Pendant le déplacement du groupe, le chien s'enfuit, Judith le retrouve avant que Negan ne les ramène tous les deux en sécurité. Judith et RJ sont présents aux retour de Michonne, Daryl, Carol, Aaron et Lydia à Alexandria.

### Saison 10
Judith voyage avec Michonne et RJ jusqu'à Oceanside pour profiter de la mer. Judith et Michonne rejoignent la coalition pour s'entraîner à combattre les rodeurs. Lorsque Alexandria est attaqué par des vagues de rodeurs, Judith reste avec RJ. Elle voyage avec Michonne jusqu'à la Colline où elle défend la communauté face à une horde côte à côte avec Michonne. Judith voyage de nouveau avec Michonne jusqu'à Oceanside où elle blesse un intru nommé Virgil qui assure avoir des armes pouvant leur permettre de gagner la guerre contre les Chuchoteurs. Judith est ramené à Alexandria pendant que Michonne part avec Virgil.
Lorsque Beta attaque Alexandria, Judith assure la protection de RJ et Gamma et tire sur Beta permettant leur fuite. Judith et RJ sont ensuite emmenés à la Colline. Avant la bataille de la Colline, Judith redonne à Daryl son ancienne veste qu'elle a repeinte. Elle participe à la défense de la Colline et tue son premier être humain ce qui la bouleverse. Elle est emmenée avec les autres enfants à l'abri par Earl. Les enfants sont retrouvés par Daryl et le reste du groupe. Judith prend contact avec Michonne par radio qui lui dit avoir trouvé des preuves de la survie de Rick. Judith l'encourage à le chercher et à le ramener. Judith et le reste des communautés sont ensuite transféré dans un hôpital abandonné. Judith tente de rester en contact avec sa mère mais ne parvient pas. Elle ment à Daryl sur la véritable raison de l'absence de Michonne de peur qu'il aille aussi retrouver Rick. Après la défaite des chuchoteurs, Judith retrouve Maggie pour la première fois depuis des années. Elle retourne ensuite à Alexandria participer à la reconstruction.

### Saison 11
Judith et RJ reste sous la garde de Carol pendant qu'une partie du groupe est en mission. Judith utilise ses cours avec Michonne pour enseigner aux autres enfants comment se battre contre les rodeurs. Elle avoue à Rosita sa peur d'oublier définitivement Rick et Carl et du manque de sa mère. Judith et sa meilleure amie Gracie se retrouvent prisonnières du sous-sol pendant une tempête et une invasion de rodeur avant d'être sauvé par Aaron. Après le retour de Daryl et du reste du groupe, Judith emménage au Commonwealth avec RJ, Daryl, Carol et Rosita.
Au Commonwealth, Judith s'habitue à avoir une nouvelle vie et aller à l'école et encourage Daryl à s'adapter malgré l'aspect temporaire de la situation. Judith est obligée de reprendre les armes pour défendre les innocents du Commonwealth. Elle lègue son chapeau à son frère avant de partir combattre au Commonwealth. Pendant la bataille entre la coalition et Pamela Milton, elle est blessée par balle en sauvant Maggie. Elle est transportée à l'hôpital par Daryl qui lui fait une transfusion de son sang. Elle avouera à Daryl et Carol la survie de Rick et la véritable mission de Michonne partie le chercher et le ramener. Judith supplie Pamela de se rendre et de sauver son peuple. Après la victoire de la coalition, Judith comprend que Rosita s'est faite mordre et va mourir et lui fait ses adieux.
1 an plus tard, Judith reçoit une lettre de Negan contenant son ancienne boussole et la remercie et espère qu'elle trouvera son chemin. Elle voyage avec RJ, Daryl et Carol à Alexandria et à la Colline pour rencontrer Maggie. 
Au départ de Daryl, Judith l'encourage à trouver le bonheur, Daryl lui promet de revenir et de ramener ses parents.

### The Walking Dead: The Ones Who Live
Judith et RJ entendent à la radio la voix de Michonne signalant son arrivée. Judith émue retrouve son père Rick pour la première fois depuis des années et assiste à la première rencontre entre Rick et son frère RJ. La famille Grimes célèbre ses retrouvailles alors que des hélicoptères viennent déposer des ressources aux communautés.

## Anecdotes
- Andrew Lincoln qui interprète Rick Grimes a affirmé en interview en 2018, que Rick savait que Judith était la fille biologique de Shane mais qu'il la considérait comme la sienne.
  - Dans l'épisode 4 de la septième saison Service, Rick avouera également à Michonne qu'il sait que Judith n'est pas de lui.
- Contrairement à son homologue des comics, Judith n'est pas tué par l'écrasement du corps de Lori sur le sien mais sa naissance tue Lori durant son accouchement.
- Judith considère les membres du groupe de Rick comme sa famille en nommant Daryl comme son oncle et Carol, Maggie et Rosita comme ses tantes
- Le personnage contient des similitudes avec le personnage de Clementine de la série The Walking Dead (Telltate)
  - Les deux n'ont plus de parents biologiques au moment.
  - Elles savaient se défendre et utiliser des armes à feux malgré leurs jeunes âges.
  - Elles possédaient des Talkie-walkie pour parler avec leurs proches.
  - Elles ont dû tuer leurs protecteurs avant qu'ils ne se transforme.
  - Elles ont toutes deux possédés un chapeau / une casquette en hommage à leurs pères.
  - Elles s'occupent chacun d'un enfant qui présente eux-mêmes des similitudes entre eux.